# Kråktjärnen (Lidens socken, Medelpad)
Kråktjärnen är en sjö i Sundsvalls kommun i Medelpad och ingår i Indalsälvens huvudavrinningsområde.